# Integral de Henstock–Kurzweil
Em matemática, a integral de Henstock–Kurzweil, também conhecida como integral de Denjoy e integral de Perron, é uma definição possível de integral de uma função. É uma generalização da integral de Riemann a qual em algumas situações é mais útil que a integral de Lebesgue.
Esta integral foi primeiramente definida por Arnaud Denjoy (1912). Denjoy estava interessado em uma definição que levaria a integrar funções como
{\displaystyle f(x)={\frac {1}{x}}\sin \left({\frac {1}{x^{3}}}\right).}
Enta função tem uma singularidade em 0, e não é integravel por integral de Lebesgue. Entretanto, parece natural calcular-se sua integral, exceto em [−ε,δ] e então fazendo-se ε, δ → 0.

## Definição
A definição de Henstock é a seguinte:
Dada uma partição aditiva P de [a, b], diz-se
{\displaystyle a=u_{0}<u_{1}<\cdots <u_{n}=b,\ \ t_{i}\in [u_{i-1},u_{i}]}
e uma função positiva
{\displaystyle \delta \colon [a,b]\to (0,\infty ),}
a qual chamamos um calibre, diz-se que P  é {\displaystyle \delta }-refinado se
{\displaystyle \forall i\ \ u_{i}-u_{i-1}<\delta (t_{i}).}
Para uma partição aditiva P e uma função
{\displaystyle f\colon [a,b]\to \mathbb {R} }
define-se a soma de Riemann como sendo
{\displaystyle \sum _{P}f=\sum _{i=1}^{n}(u_{i}-u_{i-1})f(t_{i}).}
Dada uma função
{\displaystyle f\colon [a,b]\to \mathbb {R} ,}
define-se um número I sendo a integral de Henstock–Kurzweil de f se para cada ε > 0 existe um calibre {\displaystyle \delta } tal que sempre P seja {\displaystyle \delta }-refinado, tem-se
{\displaystyle {\Big \vert }\sum _{P}f-I{\Big \vert }<\varepsilon .}
Se um tal I existe, diz que f é Henstock–Kurzweil integrável em [a, b].
O lema de Cousin estabelece que para cada calibre {\displaystyle \delta }, tal  {\displaystyle \delta }-refinada partição P existe, então esta condição não pode ser satisfeita pela ausência. A integral de Riemann pode ser considerada como um caso especial onde somente permite-se calibres constantes.